# Python Tools for Visual Studio
Python Tools for Visual Studio (PTVS) — свободный плагин для Visual Studio, добавил поддержку языка программирования Python. Он поддерживает IntelliSense, отладку, профилировку, отладку MPI-программ и др. Распространяется под лицензией Apache License 2.0. Основным разработчиком является Microsoft.